# تركي أحمد اليوسف الصباح
تركي أحمد اليوسف الصباح إداري رياضي كويتي، يشغل رئاسة مجلس إدارة نادي السالمية منذ فوزه في انتخابات الأندية لعام 2012.

## المسيرة الإدارية
بعد ترؤسه «قائمة الجميع» في انتخابات نادي السالمية (2012)، فازت القائمة بالأغلبية وتُوِّج اليوسف رئيسًا لمجلس إدارة النادي للدورة 2012–2016، مؤكِّدًا في تصريحاتٍ صحفية برنامجًا لإعادة فرق النادي لمستواها الطبيعي وتحقيق النتائج.
ثبّتت جهاتٌ رسمية وإعلامية صفته رئيسًا للنادي في السنوات اللاحقة؛ إذ وصفته وكالة الأنباء الكويتية (كونا) عام 2015 بـ«رئيس نادي السالمية»، كما يورِد الاتحاد الكويتي لكرة القدم في صفحة موسم 2023/2024 الاسم الرسمي لرئيس النادي: «الشيخ تركي أحمد اليوسف الصباح».
كما ظهرت صفته بصفته «رئيس نادي السالمية» في تغطياتٍ مرئية حديثة متعلقة بالاستحقاقات الخليجية.

## الحياة الشخصية
ينتمي إلى أسرة آل صباح الحاكمة في الكويت، وهو نجل الشيخ أحمد اليوسف الصباح. قد أعلنت صحيفة «القبس» عقد قرانه على كريمة الشيخ مبارك الدعيج الإبراهيم الصباح.